# Christophe Blain
Pour les articles homonymes, voir Blain (homonymie).
Christophe Blain, né le 10 août 1970 à Argenteuil, est un auteur de bande dessinée et un illustrateur français. 
Remarqué à la suite de la publication du Réducteur de vitesse en 1999, Blain se révèle au grand public en illustrant Donjon Potron-Minet (1999-2006) sur des scénarios de Joann Sfar et Lewis Trondheim. En solo, il confirme les attentes avec Isaac le pirate (2001-2005). 
En 2010-2011, les deux volumes de Quai d'Orsay, très bien accueillis par la critique, connaissent un engouement inattendu. Ils s'inspirent de la vie au ministère des Affaires étrangères lorsque Dominique de Villepin y était ministre, d'après les souvenirs d'un de ses proches collaborateurs.
En 2021, il publie l'album Le Monde sans fin, écrit avec Jean-Marc Jancovici, plus grosse vente de librairie de l'année 2022.
Christophe Blain a obtenu deux fois le prix du meilleur album du festival d'Angoulême. Il le remporte en 2002 pour Les Amériques (premier volume d'Isaac le pirate) et en 2013 pour Chroniques diplomatiques (deuxième volume de Quai d'Orsay).

## Parcours
Enfant d'instituteurs, Christophe Blain est formé à l'École municipale supérieure des arts et techniques (EMSAT) de Paris puis à l'École supérieure des beaux-arts de Cherbourg-Octeville. Pendant ses études, il part deux semaines au Bangladesh avec le journaliste Daniel Druesne pour observer la reconstruction du pays après le passage du cyclone Gorky en avril 1991. Leur travail est édité en 1992 par Albin Michel Jeunesse sous le titre Cyclones à Chittagong, Bangladesh. De son service national effectué dans la marine à bord de la frégate Tourville, qui l'a fortement marqué, il ramène un carnet de dessins publié chez le même éditeur en 1994 sous le titre Carnet d'un matelot. Celui-ci reçoit le Prix Jeunesse Gabier du Salon du Livre Maritime de Concarneau. Dans la même veine, il publie ensuite Carnet polaire (1997) sur son vécu dans la base scientifique Dumont-d'Urville, en terre Adélie, pendant l'été austral et Carnet de Lettonie (2005) qui rassemble ses impressions sur ce pays visité dans le cadre d'un festival franco-letton, Étonnante Lettonie, organisé après l'adhésion de la Lettonie à l'Union européenne en 2004. 
Outre les carnets de voyage, Blain commence à illustrer de la littérature d'enfance et de jeunesse à partir de 1995. C'est en rejoignant ensuite l'Atelier des Vosges qu'il s'intéresse véritablement à la bande dessinée. Il y rencontre David B., scénariste de sa première série créée en 1997, Hiram Lowatt et Placido, ainsi que Joann Sfar et Lewis Trondheim pour qui il dessine à partir de 1999 les quatre premiers tomes de la série Donjon Potron-Minet. Il réalise aussi les dessins de la série Socrate le demi-chien, créée en 2002, toujours en collaboration avec Joann Sfar. Ces expériences lui permettent de se lancer comme dessinateur et scénariste avec l'album Le Réducteur de vitesse en 1999 et les séries Isaac le pirate en 2001 et Gus en 2007. En 2010, il commence une nouvelle collaboration avec Abel Lanzac, pseudonyme du diplomate Antonin Baudry, pour les deux tomes de la série Quai d'Orsay. 
Thomas Dutronc le contacte en 2008 pour participer à l'édition spéciale de son album Comme un manouche sans guitare (2007) afin d'illustrer avec d'autres dessinateurs le livret qui présente les textes des chansons. Le musicien lui demande aussi de réaliser le clip du single éponyme de l'album. Il est aussi sollicité par le cinéma et réalise notamment l'affiche du film Tournée (2010) de Mathieu Amalric. En 2011, il illustre la pochette et le livret de l'album Je suis au paradis de Thomas Fersen. 
De sa rencontre avec Barbara Carlotti, qui cherchait un dessinateur pour réaliser une affiche, naît une bande dessinée musicale. La Fille, publiée en 2013, reprend le principe des livres-disques, la bande son étant conçue comme une musique de film. Inspiré par Pravda la survireuse de Guy Peellaert, le trait de Blain s'y mêle à la voix de Barbara Carlotti. La reprise donne à la Blanche-neige de Brigitte Fontaine une dimension nouvelle. Dessinateur, Blain y tient aussi le rôle d'un des protagonistes de l'histoire.  
Christophe Blain contacte par la suite Jean-Marc Jancovici pour lui proposer un projet sur les enjeux climatiques et l'addiction des humains aux énergies, dont le pétrole. L'album Le Monde sans fin, paru au dernier trimestre 2021, est le livre le plus vendu de l'année 2022 en France.

## Publications

### Bandes dessinées

#### Séries
- Hiram Lowatt et Placido (dessin), avec David B. (scénario), Dargaud :

1. La Révolte d'Hop-Frog, 1997
2. Les Ogres, 2000

- Donjon Potron-Minet (dessin), avec Joann Sfar et Lewis Trondheim, chez Delcourt :

1. La Chemise de la nuit, 1999
2. Un justicier dans l'ennui, 2001
3. Une jeunesse qui s'enfuit, 2003
4. Après la pluie, 2006

- Isaac le pirate, Dargaud :

1. Les Amériques, 2001
2. Les Glaces, 2002
3. Olga, 2002
4. La Capitale, 2004
5. Jacques, 2005

- Socrate le demi-chien (dessin), avec Joann Sfar (scénario), Dargaud :

1. Héraclès, 2002
2. Ulysse, 2004
3. Œdipe à Corinthe, 2009

- Gus, Dargaud :

1. Nathalie, 2007
2. Beau Bandit, 2008
3. Ernest, 2008
4. Happy Clem, 2017

- Quai d'Orsay (dessin, scénario), avec Abel Lanzac (scénario), Dargaud :

1. Le Conseiller, 2010
2. Chroniques diplomatiques, 2011

- Une aventure du lieutenant Blueberry (dessin et scénario), avec Joann Sfar (scénario), Dargaud :

1. Amertume Apache, 2019
2. Les Hommes de Non-Justice (à paraître)

#### Albums individuels
- Le Réducteur de vitesse, Dupuis, coll. « Aire libre », 1999
- En cuisine avec Alain Passard, Gallimard, 2011
- La Fille, avec Barbara Carlotti (mise en musique et en chansons), Gallimard, 2013
La bande dessinée est accompagnée d'un CD conçu comme une bande originale de film, avec des parties instrumentales, des bruitages et des chansons. Les récitatifs sont lus par Barbara Carlotti qui interprète les dialogues avec Christophe Blain, Arthur H et Blutch.
- Le Monde sans fin avec Jean-Marc Jancovici, Dargaud, 2021

#### Collectifs
- Comix 2000 (album collectif), L'Association, 1999

### Illustrations
- Cyclones à Chittagong, Bangladesh, texte de Daniel Druesne, Albin Michel, coll. « Carnets du monde », 1992
- Carnet d'un matelot, Albin Michel, 1994
- Les Aventures de Jeremy Brand, texte de Jean Ollivier, Casterman, coll. « Romans », :

1. Le Cri du kookabura, 1995 (réédité en 2008 dans la coll. « Feeling » avec une nouvelle couverture)
2. La Chasse au merle, 1997
3. L'Or des montagnes bleues, 2001 (illustration de la réédition de 2008 uniquement)

- Carnet polaire, Casterman, 1997
- Les Deux Arbres, texte d'Élisabeth Brami, Casterman, coll. « Les albums Duculot », 1997
- Les Secrets de Faith Green, texte de Jean-François Chabas, Casterman, coll. « Casterman Junior », 1998
- Des crocodiles au paradis, texte de Jean-François Chabas, Casterman, coll. « Casterman Junior », 1999
- La Balançoire, texte de Jo Hoestlandt, Casterman, coll. « Courant d'air », 1999
- La Deuxième Naissance de Keita Telli, texte de Jean-François Chabas, Casterman, coll. « Romans dix et plus », 1999
- Le Goût des mûres, texte de Doris Buchanan Smith, Gallimard, coll. « Folio Cadet », 2000
- Txontxongilo, texte de Jean-François Chabas, Hachette, coll. « Le Livre de poche jeunesse », 2000
- King Kong, texte de Michel Piquemal, adapté de Edgar Wallace, Albin Michel Jeunesse, coll. « Grandes Aventures racontées aux enfants », 2004
- Carnet de Lettonie, Casterman, 2005
- Les Animaux fantastiques, illustré avec Christophe Durual et Joann Sfar, texte de Brigitte Coppin, Nathan, coll. « Album Nathan », 2005
- Les Neuf Maisons de Kouri, texte de Claire Ubac, Nathan, coll. « Nathan Poche 6-8 ans »,  2005

## Distinctions
- 1994 : Prix Jeunesse Gabier du Salon du Livre Maritime de Concarneau pour Carnet d'un matelot[6]
- 1997 : Totem de la bande dessinée au Salon du livre et de la presse jeunesse de Montreuil pour Hiram Lowatt et Placido, t. 1 (avec David B.)[18]
- 2000
  - Alph-Art coup de cœur au festival d'Angoulême pour Le Réducteur de vitesse
  -  Prix Töpffer International de la ville de Genève pour Hiram Lowatt & Placido, t. 2 (avec David B.)
- 2002
  - Alph-Art du meilleur album au festival d'Angoulême pour Isaac le pirate, t. 1[19]
  - Prix des libraires de bande dessinée Canal BD pour Isaac le pirate, t. 1
- 2009 :  Prix Harvey de la meilleure édition américaine d'une œuvre étrangère pour Gus
- 2010
  - Grand prix RTL de la bande dessinée pour Quai d'Orsay, t. 1 (avec Abel Lanzac)
  -  Prix Saint-Michel du meilleur album francophone pour Quai d'Orsay, t. 1 (avec Abel Lanzac)
- 2012 : Prix France Info de la Bande dessinée d’actualité et de reportage pour En cuisine avec Alain Passard
- 2013
  - Fauve d'or : prix du meilleur album au festival d'Angoulême pour Quai d'Orsay, t. 2 (avec Abel Lanzac)[20]
  -  Prix Micheluzzi de la meilleure série de bande dessinée étrangère pour Quai d'Orsay, t. 2 (avec Abel Lanzac)
- 2017 : prix Diagonale de la meilleure série pour Gus[21].

### Décoration
- 2016 :  Chevalier de l'ordre des Arts et des Lettres[22]